# ソルボースデヒドロゲナーゼ
ソルボースデヒドロゲナーゼ（sorbose dehydrogenase）は、次の化学反応を触媒する酸化還元酵素である。
L-ソルボース + 受容体 {\displaystyle \rightleftharpoons } 5-デヒドロ-D-フルクトース + 還元型受容体
反応式の通り、この酵素の基質はL-ソルボースと受容体、生成物は5-デヒドロ-D-フルクトースと還元型受容体である。
組織名はL-sorbose:acceptor 5-oxidoreductaseで、別名にL-sorbose:(acceptor) 5-oxidoreductaseがある。